# 科莫湖
科莫湖（義大利語：Lago di Como），是意大利伦巴第大区的冰蚀湖。面积146平方公里，为加尔达湖及馬焦雷湖之后的意大利第三大湖。湖水深达400多米，为欧洲第五深的湖泊，或欧洲除挪威之外最深的湖泊。湖底在海平面下227米。湖面的特别之处为其三叉（字母Y）形状。
科莫湖自罗马帝国开始就成为贵族和富人喜爱的度假胜地，也具有众多的艺术和文化瑰宝来吸引游客前往。湖岸边有包括奥尔莫别墅、塞尔贝洛尼别墅和卡洛塔别墅在内的诸多别墅及宫殿。包括、及多纳泰拉·范思哲在内的众多名人曾经拥有湖边的住房。
2014年《赫芬顿邮报》以其微型气候及带有享有盛誉的别墅和村庄的环境将其评为世界上最美丽的湖泊。
自2015年起，科莫湖已成为奢侈品领域真正的国际投资中心，单独占据了全国度假村投资的30%。

## 房地产市场
意大利最受欢迎的奢华地区之一是科莫湖中部地区（Centro Lago），这里拥有壮观的湖景，从标志性的贝拉焦半岛延伸至环绕特雷梅佐、格里安特、梅纳焦、利埃尔纳、菲乌梅拉泰、瓦伦纳和佩尔莱多的广阔景观。
该区域的公寓深受外国人青睐，价格一般在每平方米6,000到8,000欧元之间，一些优质顶层公寓可高达每平方米25,000欧元。通常，非独立式别墅的价格在每平方米12,000至15,000欧元之间，而带有湖景的独立别墅价格则可能超过每平方米25,000欧元。
在租赁方面，一套80平方米的住宅月租金最高可达9,000欧元，且不包括额外费用。
如今，科莫湖已成为米兰现代社会中的超高端居住区，展现出奢华与精致的房地产格局。

## 旅游
科莫湖以风景如画、野生动物和温泉而闻名。这里还提供帆船、帆板和风筝冲浪等活动。尽管人们普遍认为科莫湖是安全的，但由于科莫市及其周边村庄都有禁止潜水和游泳的规定，因此洗澡和游泳者应谨慎行事。只有在有明确标识允许游泳的指定公共海滩上才有例外。之所以禁止游泳，是因为湖水在靠近岸边的地方会迅速由浅变深，从而导致一些事故，包括因突然的热冲击而造成的溺水。
湖边的别墅以其迷人的魅力而闻名，其中一些别墅早在罗马时代就已建成，当时小普林尼建造了Comedia和Tragedia度假村。科莫湖22.5立方公里的湖水保持着温和的气候，滋养着各种亚热带和地中海植物，因此湖畔的许多别墅都拥有美丽的花园。

### 卡洛塔别墅
卡洛塔别墅是1690年为米兰侯爵乔治·克莱里奇（Giorgio Clerici）建造的，別墅占地超过 7 公顷，且位于特雷梅佐，並面向贝拉焦半岛。同时还布置了一个意大利花园。别墅后来卖给了有权势的银行家和拿破仑时期的政治家乔瓦尼·巴蒂斯塔·索马里瓦（Giovanni Battista Sommariva）。1818年，司汤达曾在此做客，在《巴马修道院》一书的开头就记述了他的到访。1843年，拿骚的玛丽安公主购买了这座别墅，作为送给女儿卡洛塔的结婚礼物。后者与她的丈夫萨克森-迈宁根的格奥尔格二世一起，按照浪漫主义风格布置了林地景观公园。如今，别墅内有一个农具博物馆，以及索马里瓦的朋友安东尼奥·卡诺瓦和路易吉·阿奎斯蒂的重要雕塑作品。

### 埃斯特别墅
埃斯特别墅建于1568年是位于切诺比奥，由红衣主教托洛梅奥·加利欧所建造。在1816至1817年之間，即将成为英国国王乔治四世王妃的不伦瑞克-沃尔芬比特尔的卡罗琳曾在此居住。英式风格的园林就是这一时期的产物。本世纪晚期，这里变成了一家豪华酒店。如今，埃斯特别墅以吸引名人宾客而闻名。

### 巴比安内罗别墅
巴比安内罗别墅以其精致的梯田花园而闻名，別墅位于科莫湖西南分支的西岸。该别墅建于1787年，原址是一座方济会修道院。別墅曾是探险家吉多·蒙齐诺的故居，如今是一座专门展示其作品的博物馆。

### 塞尔贝洛尼别墅
塞尔贝洛尼别墅是一个占地50英亩的国际会议中心，自1959年起由洛克菲勒基金会建立和管理。

## 圖集

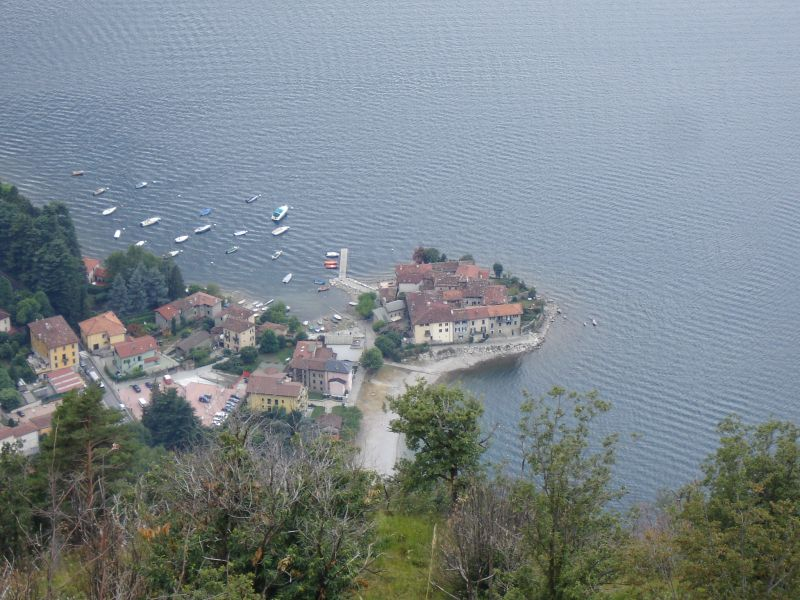
列纳城堡
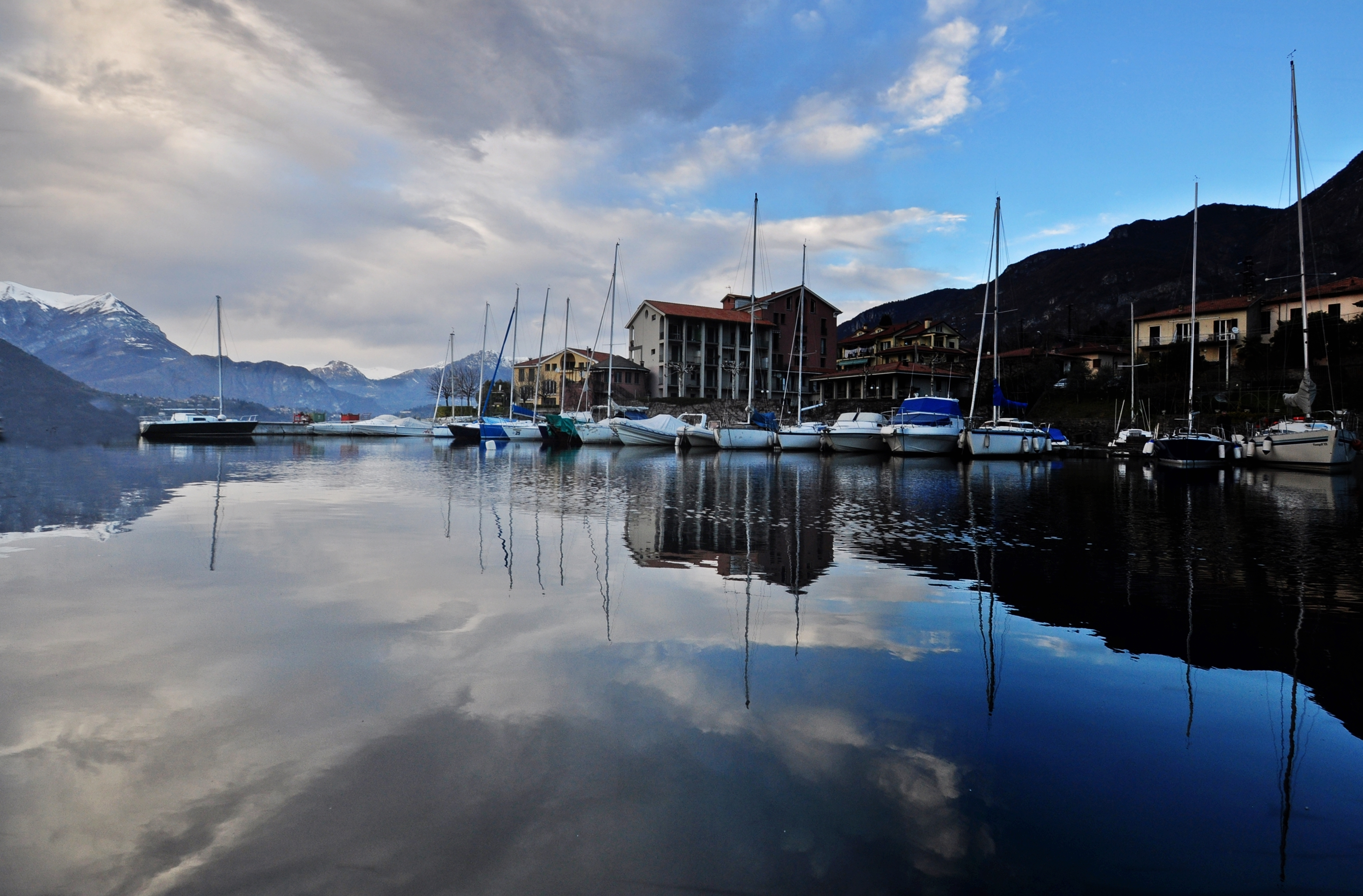
列纳
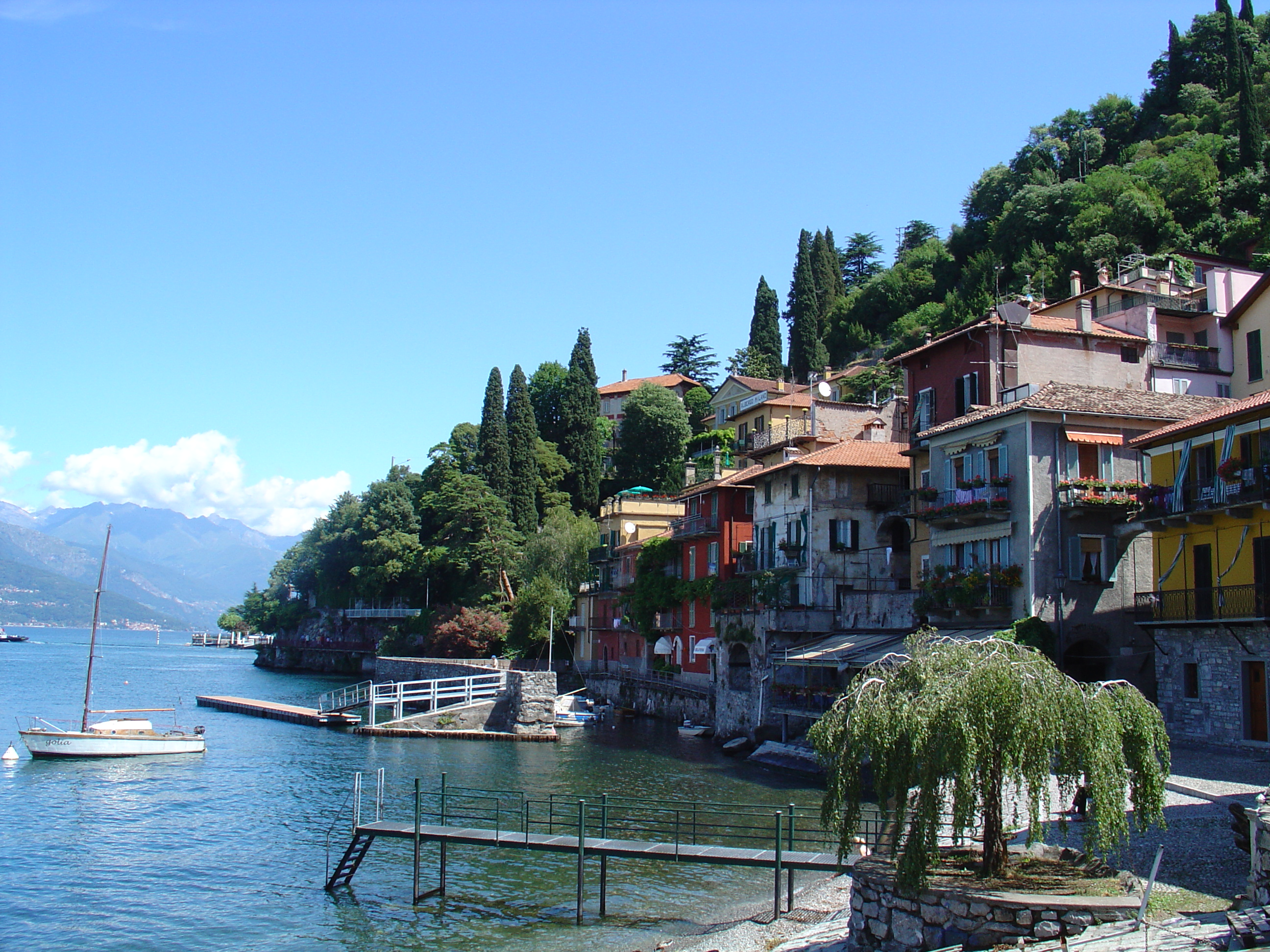
瓦伦纳
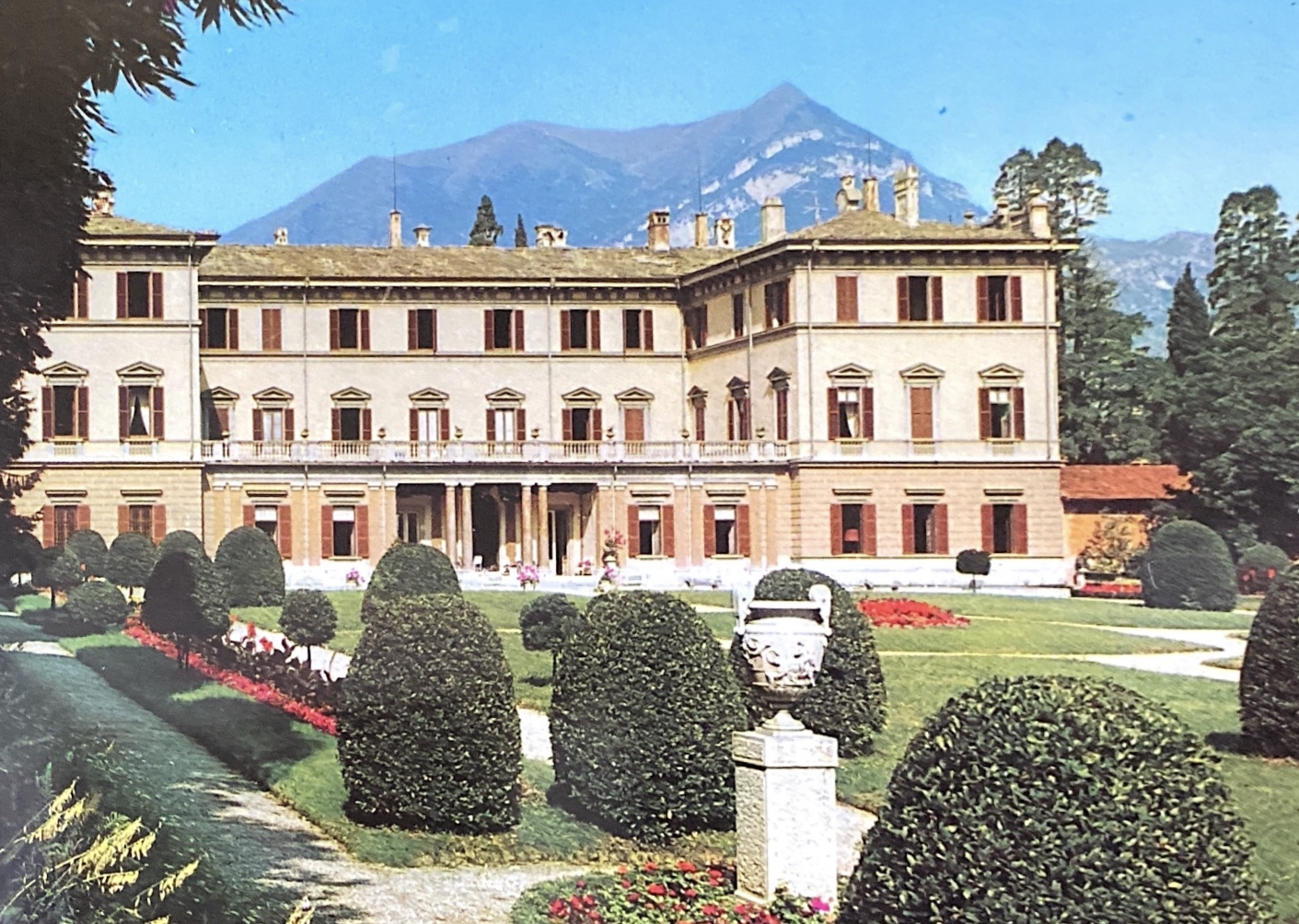
朱利亚别墅